# 曾波雷县
曾波雷县，一译庄坡礼县，是柬埔寨磅湛省下辖的一个县。
这里是的炸蜘蛛很有名。